# Le Pallet
Le Pallet é uma comuna francesa na região administrativa da Pays de la Loire, no departamento de Loire-Atlantique. Estende-se por uma área de 11,75 km². Em 2010 a comuna tinha 3 298 habitantes (densidade: 280,7 hab./km²). É a cidade natal do filósofo medieval Pedro Abelardo.